# Sandra detective delle fiabe
Sandra detective delle fiabe (Sandra the Fairytale Detective) è una serie televisiva animata spagnola-portoghese ideata da Imira Entertainment e DQ Entertainment. Viene trasmessa in Spagna su Disney Cinemagic dal 6 giugno 2009 e su La 1 dal 14 novembre dello stesso anno, ma è stata trasmessa in anteprima mondiale in Italia su Toon Disney il 12 gennaio 2009.

## Trama
La serie è incentrata su Sandra Occhiaperti, una ragazzina che, dopo la morte del nonno, svolge il lavoro di detective delle fiabe (da cui il titolo); all'insaputa dei suoi genitori risolve misteri, assieme al suo amico elfo Fo mentre evita le interferenze di un bullo chiamato Marcus.

## Personaggi
- Sandra Occhiaperti: doppiata da Eva Padoan
- Fo: doppiato da Fabrizio Picconi
- Raquel
- Marcus

## Episodi
Gli episodi della serie sono 52.